# Všichni moji blízcí
Všichni moji blízcí é um filme de drama eslovaco de 1999 dirigido e escrito por Matej Mináč e Jirí Hubac. Foi selecionado como representante da Eslováquia à edição do Oscar 2000, organizada pela Academia de Artes e Ciências Cinematográficas.

## Elenco
- Rupert Graves - Nicholas Winton
- Josef Abrhám - Jakub Silberstein
- Jiří Bartoška - Samuel
- Libuse Safránková - Irma
- Hanna Dunowska - Eva Marie
- Krzysztof Kolberger - Leo
- Tereza Brodská - Hedvika
- Krzysztof Kowalewski - Rous
- Marián Labuda - Helmut Spitzer
- Agnieszka Wagner - Anna
- Jirí Pecha - Amavite Puel
- Grazyna Wolszczak - Angelika
- Ondrej Vetchý - Max
- Brano Holicek - David
- Lucia Culkova - Sosa